# Włosnowice
Włosnowice – wieś w Polsce położona w województwie świętokrzyskim, w powiecie buskim, w gminie Solec-Zdrój.
| SIMC    | Nazwa              | Rodzaj     |
| ------- | ------------------ | ---------- |
| 0271259 | Błonie             | część wsi  |
| 0271265 | Karna Góra         | część wsi  |
| 0271271 | Lasek              | część wsi  |
| 0271288 | Lisianki           | część wsi  |
| 0271294 | Nowe Włosnowice    | część wsi  |
| 0271302 | Próchnica          | część wsi  |
| 0271319 | Przymiarek         | część wsi  |
| 1016345 | Włosnowice Trzecie | przysiółek |

W latach 1975–1998 miejscowość administracyjnie należała do województwa kieleckiego.
Przez wieś przechodzi  zielony szlak turystyczny z Wiślicy do Grochowisk, oraz 2 turystyczne szlaki lokalne: kapliczek i świątków oraz zielarski.
W 2008 r. na terenie wsi rozpoczęto budowę masztu stacji telefonii komórkowej.

## Osoby związane z Włosnowicami
Henryk Podsiadło – polski działacz ludowy, więzień obozów koncentracyjnych w Oświęcimiu i Neuengamme.